# Mønsterrapport
 For alternative betydninger, se Rapport.
Indenfor tekstil er en mønsterrapport eller rapport den mindste mønsterenhed. Rapporten gentages i både stoffets eller strikkestoffets bredderetning og længderetning. Tekstilets designmønster dannes ved at gentage rapporten.
Tekstilens vævning er den retvinklede krydsning af kædetrådene og skudtrådene - og i strikkede stoffer, måden stoftrådene er sammenflettet på.
Eksempler på tekstilmønstre:
- Pepitatern
- Hundetandsmønster (hanefjedsmønster)
- Polkaprikker